# بيل دايموند
بيل دايموند (بالإنجليزية: Bill Diamond)‏ هو محرك دمى أمريكي، ولد في 5 يونيو 1957.

## وصلات خارجية
- بيل دايموند على موقع IMDb (الإنجليزية)